# سوتی یور
سوتی یور (به آلمانی: Sankt Georgen) یک شهرک در اسلواکی با جمعیت ۴٬۹۲۹ نفر است که در Pezinok District واقع شده‌است.